# Hsenwi
Hsenwi (en shan) ou Theinni (en birman) est une ville de Birmanie située dans le nord-est de l'État Shan, juste au nord de la Nam Tu (ou Myintge). 

## Géographie
Elle se trouve à la jonction de l'ancienne Route de Birmanie entre Lashio et Kunming et d'une route moins importante rejoignant la frontière chinoise plus à l'est.
Elle est le centre de la municipalité de Hsenwi, dans le district de Lashio. Les ruines de l'ancienne capitale de la principauté shan de Hsenwi se trouvent à proximité.

## Histoire
Après la chute du Royaume de Dali devant les mongols en 1254, Hsenwi fut la capitale de la principauté shan la plus importante à l'ouest de la Salouen, qui comprenait à une certaine époque non seulement le territoire actuel de Lashio, mais aussi Kehsi Mansam, Mong Hsu, Mong Sang et Mong Nawng, et avait établi une sorte de protectorat sur Mang Lon et les autres états Wa à l'est de la Salouen.
À l'époque de la Guerre de Quarante ans (1385-1424), elle payait tribut à la dynastie Ming, qui lui vint en aide contre le royaume d'Ava.
La principauté tomba aux mains des birmans vers 1738, et elle fut divisée nominalement en cinq parties par la dynastie Konbaung : mais en l'absence d'autorité centrale, elle fut dévastée par des guerres civiles et des rébellions. Le Raj britannique pacifia la région en mars 1888 et la divisa en deux états : le Nord-Theinni, confié à l'aventurier Hkun Sang (de Ton Hong), et Sud-Theinni, confié à Nawmong, descendant des souverains shans. Le Nord-Theinni, de 6330 m², avait une population de 118 325 personnes en 1901 et un budget estimé à 6000 £. Le Sud-Theinni, de 2400 m², avait 67 836 habitants et un budget estimé à 4800 £. Sa capitale était Mong Yai, qui avait environ 2 000 habitants.

## Population
Les habitants sont majoritairement Shan et Kachin, mais il y a aussi des chinois, des Birmans, des Lisus, des Was, des Palaungs et des Yanglam. Ils sont pour la plupart bouddhistes (Theravada teinté d'animisme).

## Personnalité liée à la commune
- Sao Nang Hearn Kham, première dame de Birmanie (1916 - 2003)